# Orkiestra Dorosłych Dzieci
Orkiestra Dorosłych Dzieci, pierwotnie Dorosłe Dzieci – polska supergrupa wykonująca muzykę rockową. Założona w grudniu 2023 roku. 
Grupa wykonuje utwory uznawane za klasykę polskiego rocka. O powstaniu zespołu poinformowano w grudniu 2023 roku, ogłaszając jednocześnie, że zespół wystąpi podczas 32. Finału Wielkiej Orkiestry Świątecznej Pomocy w Warszawie, który odbył się 28 stycznia 2024 roku. 1 kwietnia tego samego roku poinformowano, że zespół wystąpi podczas tegorocznego Pol’and’Rock Festival. Podczas występu na Pol’and’Rock Festival gośćmi grupy byli Joanna Lazer i Łukasz Lazer, Tomasz Olejnik, Krzysztof Sokołowski, Maciej Balcar, Andrzej Kraiński, Grzegorz Skawiński i OZI. 

## Skład
Trzon zespołu tworzą:
- Grzegorz Kupczyk (wokal)
- Kuba Płucisz (gitara)
- Grzegorz „Ornette” Stępień (bas, wokal)
- Piotr „Peter“ Łukaszewski (gitara)
- Paweł „Gunsess“ Oziabło (gitara)
- Maciej „Ślimak“ Starosta (perkusja)
- Sebastian Makowski (wokal)

Poza tym, do projektu należą także m.in. Ania Brachaczek, Tatiana Okupnik i Lanberry.